# Thủ tướng Brunei
Thủ tướng Brunei (tiếng Mã Lai: Perdana Menteri Negara Brunei Darussalam) là người đứng đầu chính phủ của Brunei. Chức vụ do Sultan của Brunei nắm giữ đồng thời là nguyên thủ quốc gia.
Chức vụ được thành lập khi Brunei tuyên bố độc lập khỏi Đế quốc Anh năm 1984, thay thế cho chức vụ Menteri Besar của Brunei hoặc Thủ hiến Brunei.

## Danh sách
| № | Tên (Sinh–Mất)                                    | Chân dung | Bắt đầu  | Kết thúc  | Ngày  |
| - | ------------------------------------------------- | --------- | -------- | --------- | ----- |
| 1 | Sultan Hassanal Bolkiah سلطان حسن البلقية (1946-) |           | 1/1/1984 | Tại nhiệm | 15063 |

## Nhiệm kỳ nằm giữ
| Hạng | Tổng thống/Sultan            | Nhiệm kỳ        |
| ---- | ---------------------------- | --------------- |
| 1    | Hassanal Bolkiah (tại nhiệm) | 41 năm, 87 ngày |

## Văn phòng và Dinh thự
Văn phòng Thủ tướng của Brunei tọa lạc gần Istana Edinburgh (Lâu đài Edinburgh của Brunei) trong Sân bay Lama, Đông bắc Berakas Bandar Seri Begawan.